# Lèves
Lèves est une commune française située dans le département d'Eure-et-Loir, en région Centre-Val de Loire.
Ses habitants sont les Lévois.
Lèves est jumelée avec la commune anglaise de Nailsworth.

### Situation

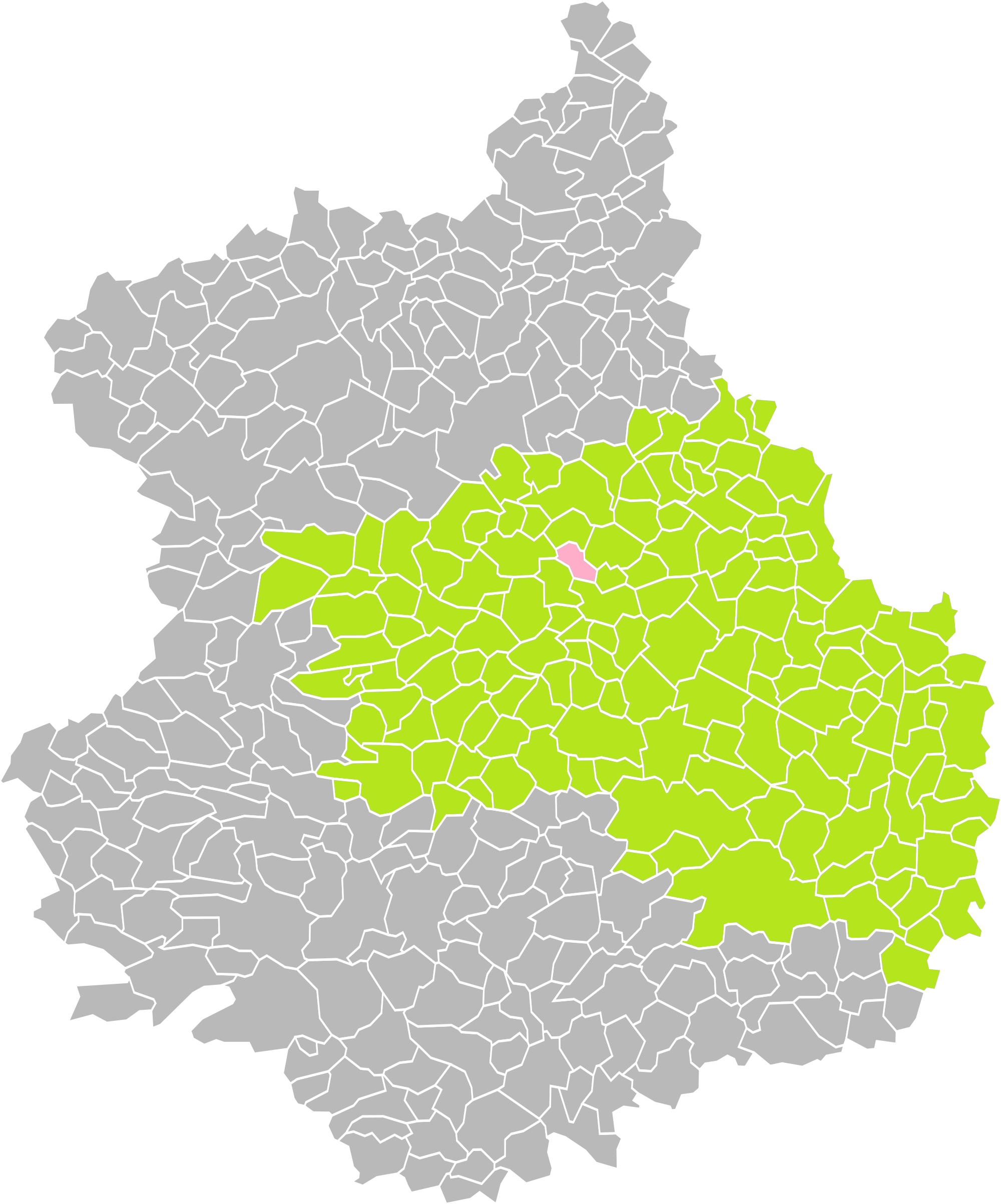
Position de Lèves (en rose) dans l'arrondissement de Chartres (en vert) du département d'Eure-et-Loir (grisé).

## Géographie

### Communes limitrophes
| Bailleau-l'Évêque      | Poisvilliers | Poisvilliers |
| Mainvilliers           | Lèves        | Saint-Prest  |
| Mainvilliers, Chartres | Chartres     | Champhol     |

### Hydrographie

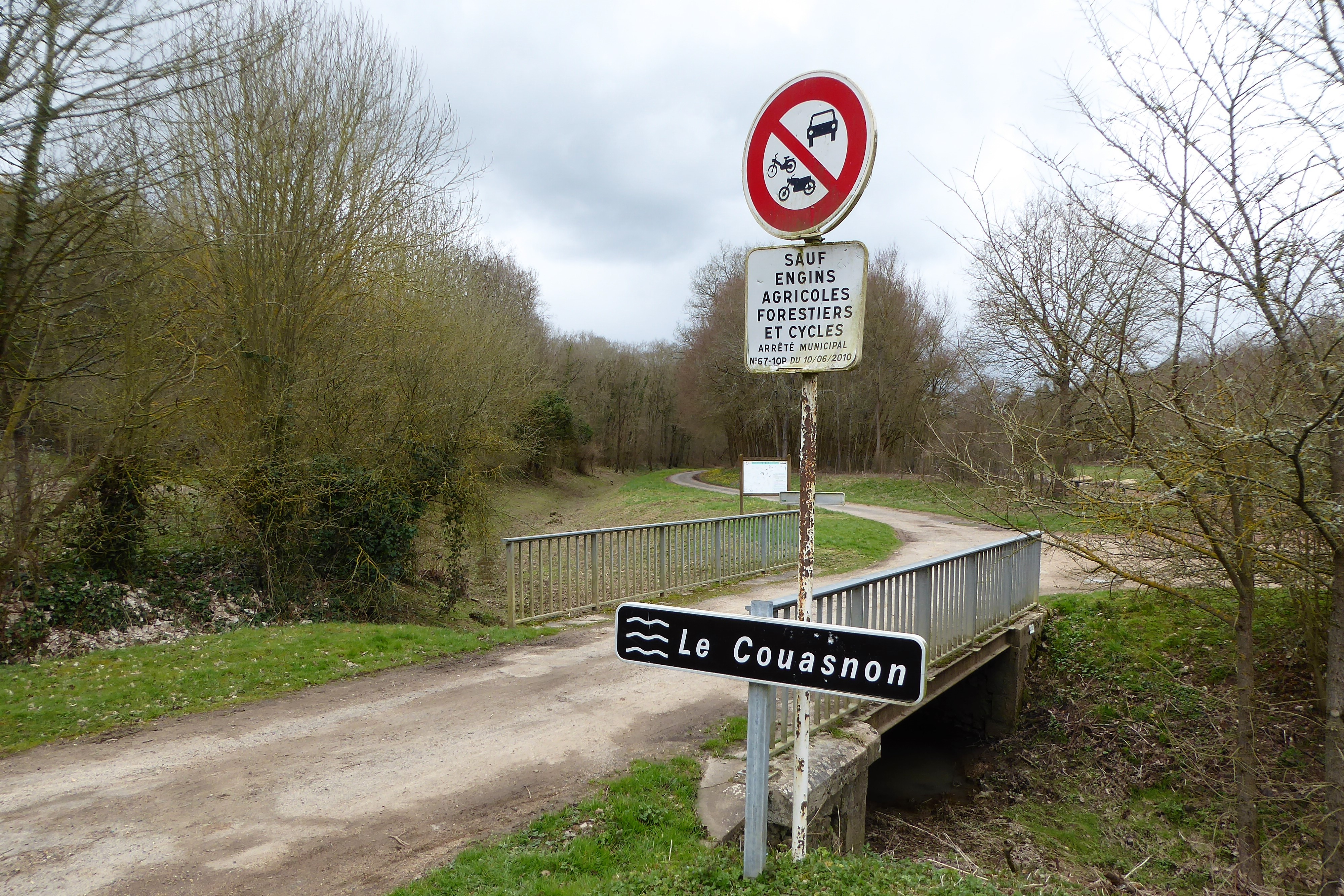
Le Couasnon, pont sur D339.14.

La commune est traversée au sud-est par la rivière l'Eure, affluent en rive gauche du fleuve la Seine.
Le ruisseau Coinon, alias « Couasnon » ou « Couanon » conflue avec l'Eure après son passage en souterrain dans le centre-ville et sa réapparition en surface après la mairie de Lèves.

### Hameaux, lieux-dits et écarts
- Chavannes, Le Mousseau, Ouarville, Longsault, Les Boissières

### Climat
Pour des articles plus généraux, voir Climat du Centre-Val de Loire et Climat d'Eure-et-Loir.
En 2010, le climat de la commune est de type climat océanique dégradé des plaines du Centre et du Nord, selon une étude du CNRS s'appuyant sur une série de données couvrant la période 1971-2000. En 2020, Météo-France publie une typologie des climats de la France métropolitaine dans laquelle la commune est exposée à un climat océanique altéré et est dans la région climatique  Sud-ouest du bassin Parisien, caractérisée par une faible pluviométrie, notamment au printemps (120 à 150 mm) et un hiver froid (3,5 °C). 
Pour la période 1971-2000, la température annuelle moyenne est de 10,5 °C, avec une amplitude thermique annuelle de 14,3 °C. Le cumul annuel moyen de précipitations est de 611 mm, avec 10,1 jours de précipitations en janvier et 7,8 jours en juillet. Pour la période 1991-2020, la température moyenne annuelle observée sur la station météorologique de Météo-France la plus proche, « Chartres », sur la commune de Champhol à 2 km à vol d'oiseau, est de 11,4 °C et le cumul annuel moyen de précipitations est de 606,1 mm,. Pour l'avenir, les paramètres climatiques de la commune estimés pour 2050 selon différents scénarios d'émission de gaz à effet de serre sont consultables sur un site dédié publié par Météo-France en novembre 2022.
| Mois                                  | jan.             | fév.           | mars          | avril           | mai             | juin           | jui.           | août          | sep.           | oct.            | nov.           | déc.             | année      |
| ------------------------------------- | ---------------- | -------------- | ------------- | --------------- | --------------- | -------------- | -------------- | ------------- | -------------- | --------------- | -------------- | ---------------- | ---------- |
| Température minimale moyenne (°C)     | 1,8              | 1,5            | 3,4           | 5,1             | 8,5             | 11,6           | 13,5           | 13,4          | 10,5           | 8               | 4,5            | 2,2              | 7          |
| Température moyenne (°C)              | 4,3              | 4,8            | 7,8           | 10,3            | 13,8            | 17             | 19,4           | 19,4          | 15,9           | 12,1            | 7,6            | 4,8              | 11,4       |
| Température maximale moyenne (°C)     | 6,9              | 8,2            | 12,2          | 15,6            | 19              | 22,5           | 25,2           | 25,3          | 21,4           | 16,2            | 10,6           | 7,3              | 15,9       |
| Record de froid (°C) date du record   | −18,4 17.01.1985 | −15 24.02.1963 | −11 01.03.05  | −4,9 04.04.1973 | −1 01.05.1945   | 1,4 02.06.1962 | 0,9 30.07.1928 | 3 17.08.1927  | 0,5 22.09.1928 | −5,4 28.10.1931 | −11,3 30.11.10 | −14,2 29.12.1964 | −18,4 1985 |
| Record de chaleur (°C) date du record | 16,1 27.01.03    | 20,5 27.02.19  | 24,8 31.03.21 | 28,2 18.04.1949 | 31,4 16.05.1945 | 37,2 18.06.22  | 41,4 25.07.19  | 39,6 06.08.03 | 35,5 08.09.23  | 29,8 02.10.23   | 20,9 07.11.15  | 17 06.12.1979    | 41,4 2019  |
| Ensoleillement (h)                    | 635              | 876            | 1 403         | 1 836           | 2 087           | 2 215          | 2 303          | 220           | 1 811          | 1 184           | 724            | 601              | 17 874     |
| Précipitations (mm)                   | 49,9             | 41,5           | 43,5          | 44,6            | 55,3            | 51,5           | 51             | 47,7          | 46             | 58,4            | 56             | 60,7             | 606,1      |

## Urbanisme

### Typologie
Au 1er janvier 2024, Lèves est catégorisée ceinture urbaine, selon la nouvelle grille communale de densité à 7 niveaux définie par l'Insee en 2022.
Elle appartient à l'unité urbaine de Chartres, une agglomération intra-départementale dont elle est une commune de la banlieue,. Par ailleurs la commune fait partie de l'aire d'attraction de Chartres, dont elle est une commune de la couronne,. Cette aire, qui regroupe 117 communes, est catégorisée dans les aires de 50 000 à moins de 200 000 habitants,.

### Occupation des sols
L'occupation des sols de la commune, telle qu'elle ressort de la base de données européenne d’occupation biophysique des sols Corine Land Cover (CLC), est marquée par l'importance des territoires agricoles (44,5 % en 2018), en augmentation par rapport à 1990 (43,6 %). La répartition détaillée en 2018 est la suivante : 
terres arables (37,1 %), zones urbanisées (34,8 %), forêts (20,7 %), zones agricoles hétérogènes (4,7 %), prairies (2,8 %). L'évolution de l’occupation des sols de la commune et de ses infrastructures peut être observée sur les différentes représentations cartographiques du territoire : la carte de Cassini (XVIIIe siècle), la carte d'état-major (1820-1866) et les cartes ou photos aériennes de l'IGN pour la période actuelle (1950 à aujourd'hui).

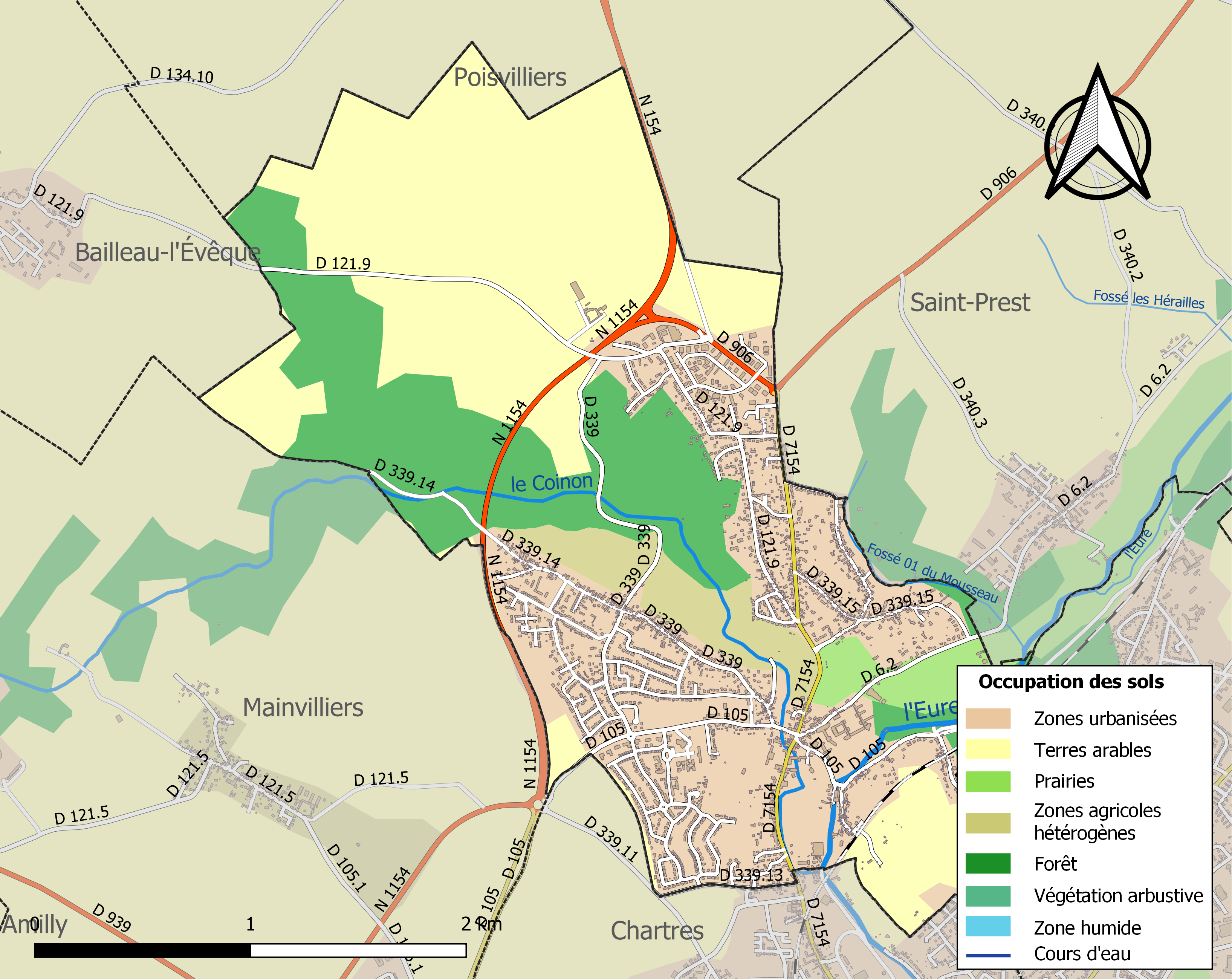
Carte des infrastructures et de l'occupation des sols de la commune en 2018 (CLC).

### Risques majeurs
Le territoire de la commune de Lèves est vulnérable à différents aléas naturels : météorologiques (tempête, orage, neige, grand froid, canicule ou sécheresse), inondations, mouvements de terrains et séisme (sismicité très faible). Il est également exposé à un risque technologique, le transport de matières dangereuses. Un site publié par le BRGM permet d'évaluer simplement et rapidement les risques d'un bien localisé soit par son adresse soit par le numéro de sa parcelle.

#### Risques naturels
Certaines parties du territoire communal sont susceptibles d’être affectées par le risque d’inondation par débordement de cours d'eau et par ruissellement et coulée de boue, notamment le Coinon et l'Eure. La commune a été reconnue en état de catastrophe naturelle au titre des dommages causés par les inondations et coulées de boue survenues en 1995, 1999, 2018 et 2021,.

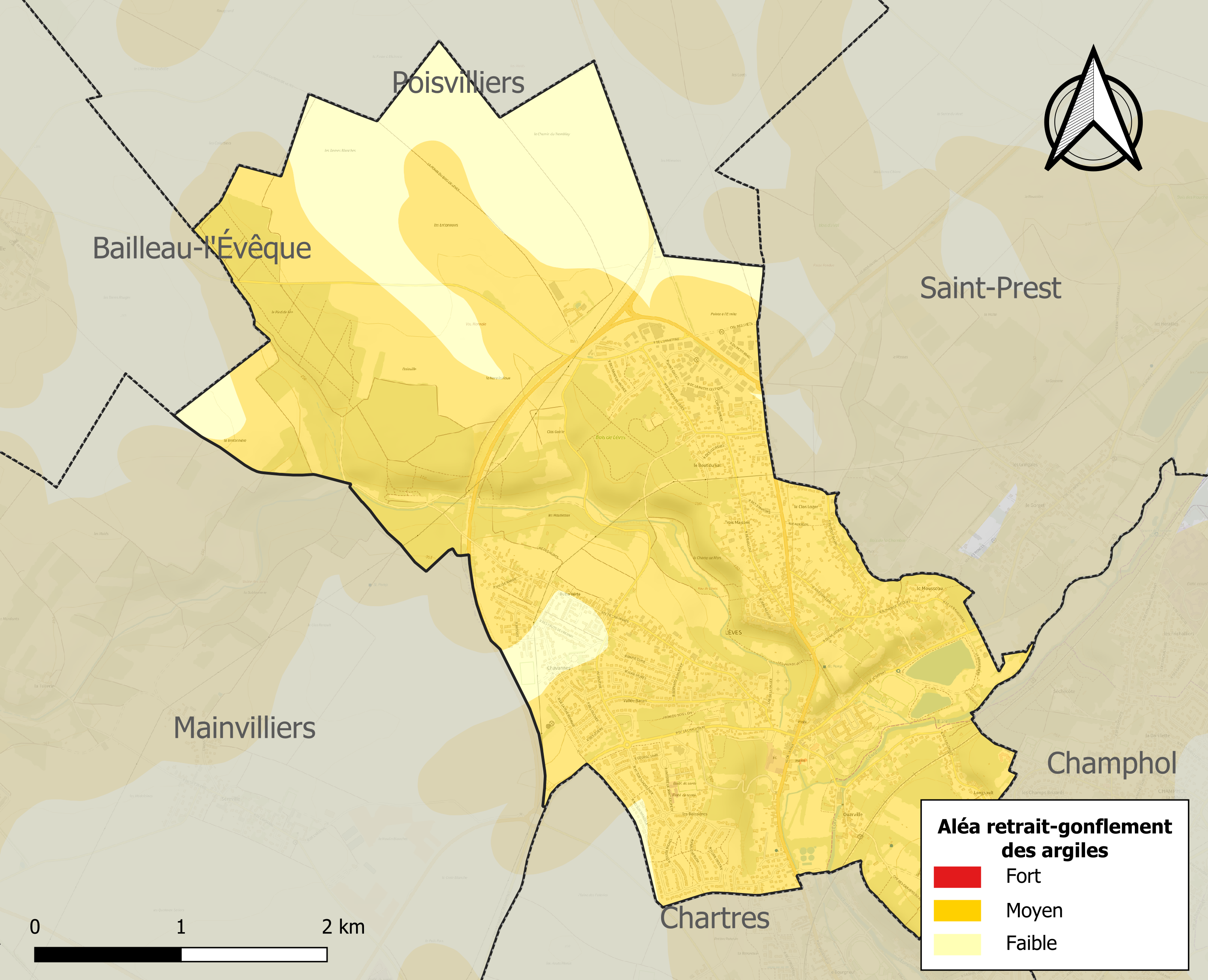
Carte des zones d'aléa retrait-gonflement des sols argileux de Lèves.

Les mouvements de terrains susceptibles de se produire sur la commune sont des affaissements et effondrements liés aux cavités souterraines. L'inventaire national des cavités souterraines permet de localiser celles situées sur la commune.
Le retrait-gonflement des sols argileux est susceptible d'engendrer des dommages importants aux bâtiments en cas d’alternance de périodes de sécheresse et de pluie. 81,5 % de la superficie communale est en aléa moyen ou fort (52,8 % au niveau départemental et 48,5 % au niveau national). Sur les 1 697 bâtiments dénombrés sur la commune en 2019, 1551 sont en aléa moyen ou fort, soit 91 %, à comparer aux 70 % au niveau départemental et 54 % au niveau national. Une cartographie de l'exposition du territoire national au retrait gonflement des sols argileux est disponible sur le site du BRGM,.
Concernant les mouvements de terrains, la commune a été reconnue en état de catastrophe naturelle au titre des dommages causés par la sécheresse en 2018 et par des mouvements de terrain en 1999.

#### Risques technologiques
Le risque de transport de matières dangereuses sur la commune est lié à sa traversée par des infrastructures routières ou ferroviaires importantes ou la présence d'une canalisation de transport d'hydrocarbures. Un accident se produisant sur de telles infrastructures est en effet susceptible d’avoir des effets graves au bâti ou aux personnes jusqu’à 350 m, selon la nature du matériau transporté. Des dispositions d’urbanisme peuvent être préconisées en conséquence.

## Toponymie
Le nom de la localité est attesté sous la forme Leugæ en 1031 (charte du pr. de Saint-Martin-de-Chamars), Levas en 1085 (charte du pr. de Chuisnes), Livæ en 1119 (charte du pr. de Nottonville), Leuvæ en 1150 (ch. de l’abb. de Saint-Jean-en-Vallée), Levees en 1207 (charte du chap. de Chartres), Lives en 1226 (cartulaire des Vaux-de-Cernay, p. 250), Leviæ en 1248 (ch. de l’abb. de Saint-Cheron), Saint Ladre en 1448 (reg. des contrats du chap. de Chartres), Lesves en 1490 (navig. de l’Eure).
Du latin leuca ou leuga, mesure d'origine gauloise d'environ 2,4 km. Ce mot a donné la « lieue » en français.

Lèves est un village situé sur la voie romaine reliant Chartres à Dreux, à une lieue de Chartres.

## Histoire

### Moyen Âge
En 911, après avoir tenté en vain d'envahir Auxerre, le chef viking Rollon masse ses troupes devant Chartres. Le 20 juillet 911, il affronte les Francs et leurs alliés, conduits par Richard de Bourgogne, Ebles Ier d'Aquitaine ou encore Robert Ier, futur roi des Francs, en une bataille décisive qui a lieu entre Chartres et Lèves, et qui se solde par une victoire franque. 6 000 hommes y seraient tombés, majoritairement des Vikings. C'est le moment que choisit Charles III le Simple pour entamer une négociation avec Rollon, qui se conclut à l'automne 911 par la signature du traité de Saint-Clair-sur-Epte.
Au XIe siècle, apparaissent des seigneurs de Lèves du nom rorgonide de Gauzlin (Gosselin/Goslin/Josselin/Jocelin), mal connus, réputés appartenir à la puissante et prolifique famille Le Riche qui, en Beauce, règne alors aussi sur Gallardon.
On trouve Gauzlin Ier < son fils ou petit-fils Gauzlin II (si petit-fils : Gausfred/Geoffroi Ier – autre nom rorgonide – ferait la génération intermédiaire) < Gauzlin III (2e moitié du XIe siècle) x Eudeline/Odeline du Puiset fille d'Hugues et d'Alix de Montlhéry < Gauzlin IV (un de ses frères est l'évêque Geoffroy de Chartres, fondateur de Josaphat à Lèves en 1117) < Gauzlin V, puis son frère Milon, archidiacre et doyen de Chartres (1re moitié du XIIe siècle) < Gausfred II (2e moitié du XIIe siècle), fils de Milon et Mabile du Tremblay, x Marguerite de La Chapelle < Gauzlin IV ou VI seigneur de Lèves et de Bruyères, † vers 1236/39, x 1° Marguerite dame de Bruyères (puis 2° x Philippa de Poissy) < Thomas Ier-III seigneur de Lèves et de Bruyères, † vers 1250, x Agnès Le Riche de Beaumont < Thomas II-IV ; puis son frère cadet Jean dit de Poissy, † à Acre en 1291, seigneur de Lèves, Bruyères, Chalabre et Puivert, x Eustachie de Lévis-Mirepoix < Thomas Ier-III-V (1re moitié du XIVe siècle) x Isabelle de Melun fille d'Adam IV < Thomas II et son frère Philippe (2e moitié du XIVe siècle), d'où postérité...
Mais la famille est désormais active dans le Midi, possédant Chalabre, Puivert, Quillan ; a-t-elle gardé Lèves et Bruyères ?[réf. nécessaire]

#### Légende du Pied de fée

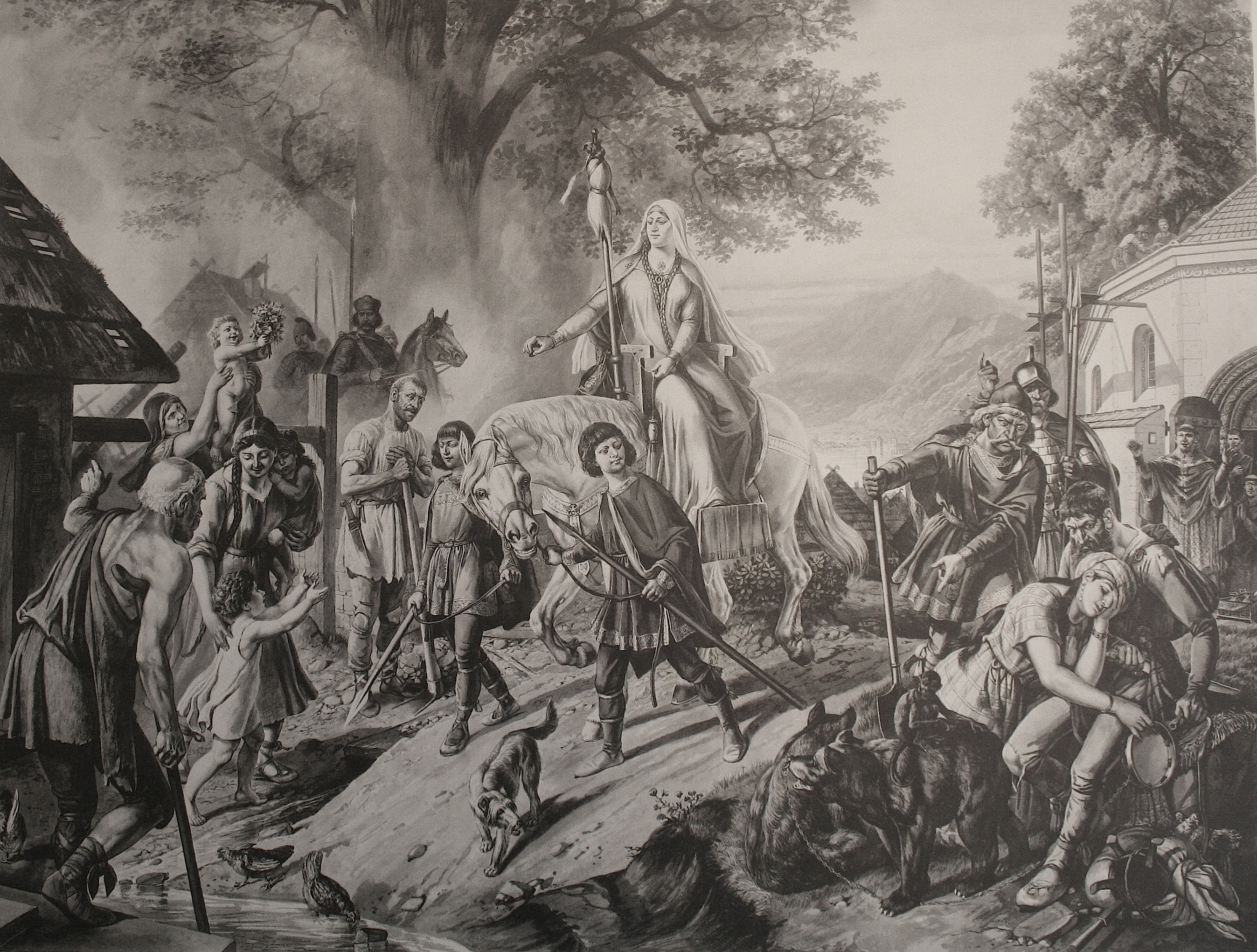
Berthe de Bourgogne, représentée par Karl Jauslin.

Le Pied de fée est une « pierre à légendes », située dans un bois à l'angle de la route de Levesville et du chemin venant du champ de tir, portant une petite dépression en forme de pied.
Voici un résumé de ce qu'a écrit l'abbé Métais sous le pseudonyme de Karl du Gondré :

« Berthe de Bourgogne, fille de Conrad, roi de Bourgogne, fiancée au comte Eudes de Chartres, puissant à l'égal d'un roi, venait rejoindre son futur époux.
Eudes envoya à sa rencontre les deux plus puissants guerriers de sa cour, gardiens des 2 forteresses protégeant sa capitale : Evrard le Hardi, de Levesville, et Gaslein l'Invincible, du donjon de Lèves.
Ils la reçurent non loin de la mystérieuse butte celtique, et lui rendirent foi et hommage.
Là, elle voulut monter avec leur aide, au sommet d'un énorme rocher pour saluer la demeure de son époux, et contempler les flèches de la cathédrale, le rocher s'enfonça, elle voulut s'enfuir, ne le put, invoqua la Vierge. La pointe du rocher émergeait encore … délivrée, elle remonta sur sa blanche haquenée, laissant sur le rocher l'empreinte de son pied. »

Peu après, son époux mourait et elle épousait en 995 le roi de France Robert II le Pieux. Trois ans plus tard, répudiée comme parente du roi, elle revenait à Chartres au château comtal près de l'escalier qui porte son nom. 
On raconte qu'elle venait contempler en secret l'empreinte de son pas et rencontrait des jeunes filles qui lui rendaient hommage qu'elle récompensait par l'or de sa charité. Elle aurait fait construire un four, franc de toute redevance, pour les pauvres, ses sujets préférés.

### Époque contemporaine

#### XXesiècle
- De 1942 à 1944, au moins neuf résistants sont fusillés au bois de Chavannes. Leurs noms figurent sur neuf plaques, disposées au pied du monument qui rend hommage à leur mémoire sur le lieu même de leur assassinat.
- Le 16 août 1944, vers la fin de la Seconde Guerre mondiale, la ville fut libérée par les alliés américains[24]. Deux odonymes locaux (Résidence du 16 août et Square du Colonel W.B. Griffith, du nom du sauveteur de la Cathédrale Notre-Dame de Chartres décédé près de cette place le 16 août 1944[25]) rappellent cet évènement.

## Politique et administration

### Liste des maires

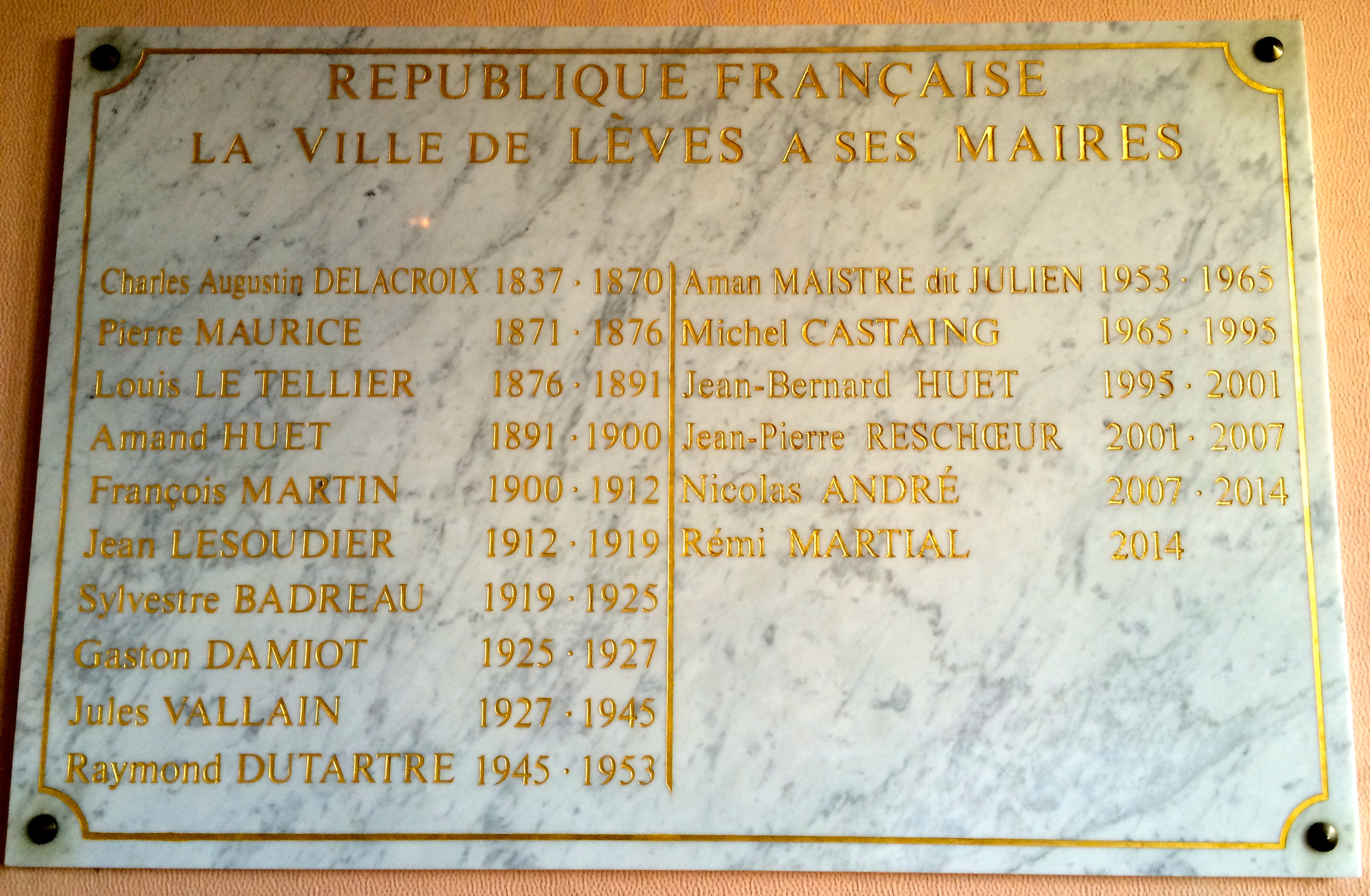
Liste des maires de la Ville de Lèves de 1837 à 2014

| Période | Période  | Identité                   | Étiquette   | Qualité |
| ------- | -------- | -------------------------- | ----------- | --- |
| 1837    | 1870     | Charles Augustin Delacroix |             | |
| 1871    | 1876     | Pierre Maurice             |             | |
| 1876    | 1891     | Louis Le Tellier           |             | |
| 1891    | 1900     | Amand Huet                 |             | |
| 1900    | 1912     | François Martin            |             | |
| 1912    | 1919     | Jean Lesoudier             |             | |
| 1919    | 1925     | Sylvestre Badreau          |             | |
| 1925    | 1927     | Gasto Damiot               |             | |
| 1927    | 1945     | Jules Vallain              |             | |
| 1945    | 1953     | Raymond Dutartre           |             | |
| 1953    | 1965     | Amand Maistre              |             | |
| 1965    | 1995     | Michel Castaing            | Rad.        | Suppléant du député Edmond Desouches (1967-1968) |
| 1995    | 2001     | Jean-Bernard Huet          |             | |
| 2001    | 2007     | Jean-Pierre Reschoeur      | PS          | |
| 2007    | 2014     | Nicolas André              | PS          | Conseiller général du canton de Mainvilliers (2004-2015)                                                                                               |
| 2014    | En cours | Rémi Martial               | UMP puis LR | Consultant et formateur indépendant en économie-gestion Vice-président de Chartres métropole Conseiller départemental du canton de Chartres-3 (2015->) |

### Politique environnementale

#### Cadre de vie
Dans son palmarès 2016, le Conseil National des Villes et Villages Fleuris de France a attribué trois fleurs à la commune au Concours des villes et villages fleuris.

## Population et société

### Démographie
L'évolution du nombre d'habitants est connue à travers les recensements de la population effectués dans la commune depuis 1793. Pour les communes de moins de 10 000 habitants, une enquête de recensement portant sur toute la population est réalisée tous les cinq ans, les populations de référence des années intermédiaires étant quant à elles estimées par interpolation ou extrapolation. Pour la commune, le premier recensement exhaustif entrant dans le cadre du nouveau dispositif a été réalisé en 2005.

En 2022, la commune comptait 5 701 habitants, en évolution de +0,25 % par rapport à 2016 (Eure-et-Loir : −0,23 %, France hors Mayotte : +2,11 %).
| 1793  | 1800 | 1806  | 1821  | 1831  | 1836  | 1841  | 1846  | 1851  |
| ----- | ---- | ----- | ----- | ----- | ----- | ----- | ----- | ----- |
| 1 036 | 939  | 1 004 | 1 036 | 1 131 | 1 225 | 1 118 | 1 190 | 1 189 |

| 1856  | 1861  | 1866  | 1872  | 1876  | 1881  | 1886  | 1891  | 1896  |
| ----- | ----- | ----- | ----- | ----- | ----- | ----- | ----- | ----- |
| 1 165 | 1 202 | 1 176 | 1 166 | 1 162 | 1 186 | 1 235 | 1 223 | 1 240 |

| 1901  | 1906  | 1911  | 1921  | 1926  | 1931  | 1936  | 1946  | 1954  |
| ----- | ----- | ----- | ----- | ----- | ----- | ----- | ----- | ----- |
| 1 254 | 1 283 | 1 287 | 1 334 | 1 340 | 1 390 | 1 511 | 1 564 | 1 772 |

| 1962  | 1968  | 1975  | 1982  | 1990  | 1999  | 2005  | 2006  | 2010  |
| ----- | ----- | ----- | ----- | ----- | ----- | ----- | ----- | ----- |
| 2 237 | 2 441 | 3 111 | 3 427 | 3 920 | 4 308 | 4 341 | 4 405 | 5 669 |

| 2015  | 2020  | 2022  | - | - | - | - | - | - |
| ----- | ----- | ----- | - | - | - | - | - | - |
| 5 684 | 5 629 | 5 701 | - | - | - | - | - | - |

Le dernier recensement de la population de Lèves a eu lieu 15 janvier 2015 au 14 février 2015.

### Faits divers
Le 27 juillet 2022, le maire de Lèves, Rémi Martial, a été reconnu coupable de harcèlement moral à l'encontre d'une femme. Il a été condamné à 6 mois de prison avec sursis et 6 mois d'inéligibilité avec sursis.

## Culture locale et patrimoine

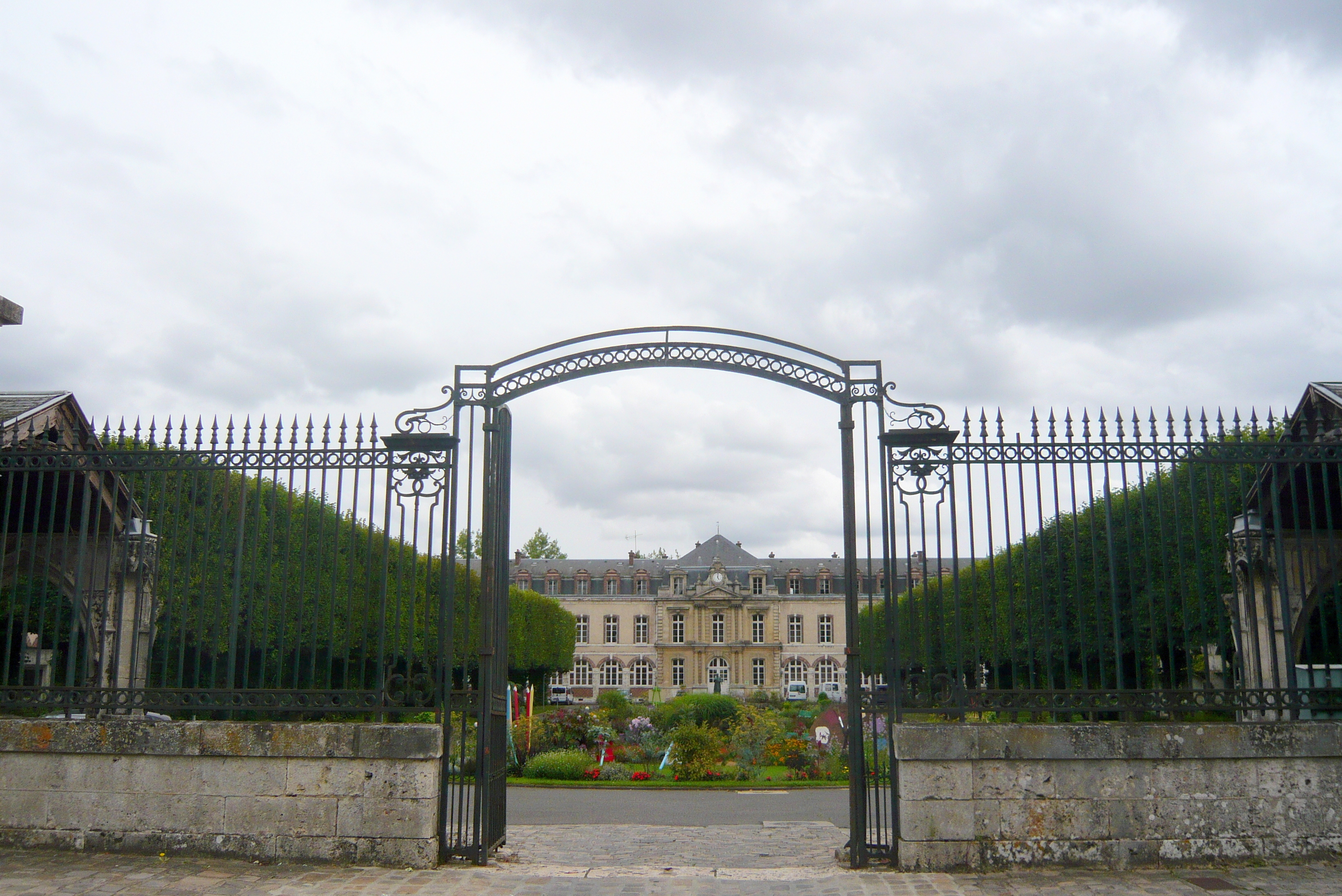
Ancienne abbaye Notre-Dame de Josaphat.

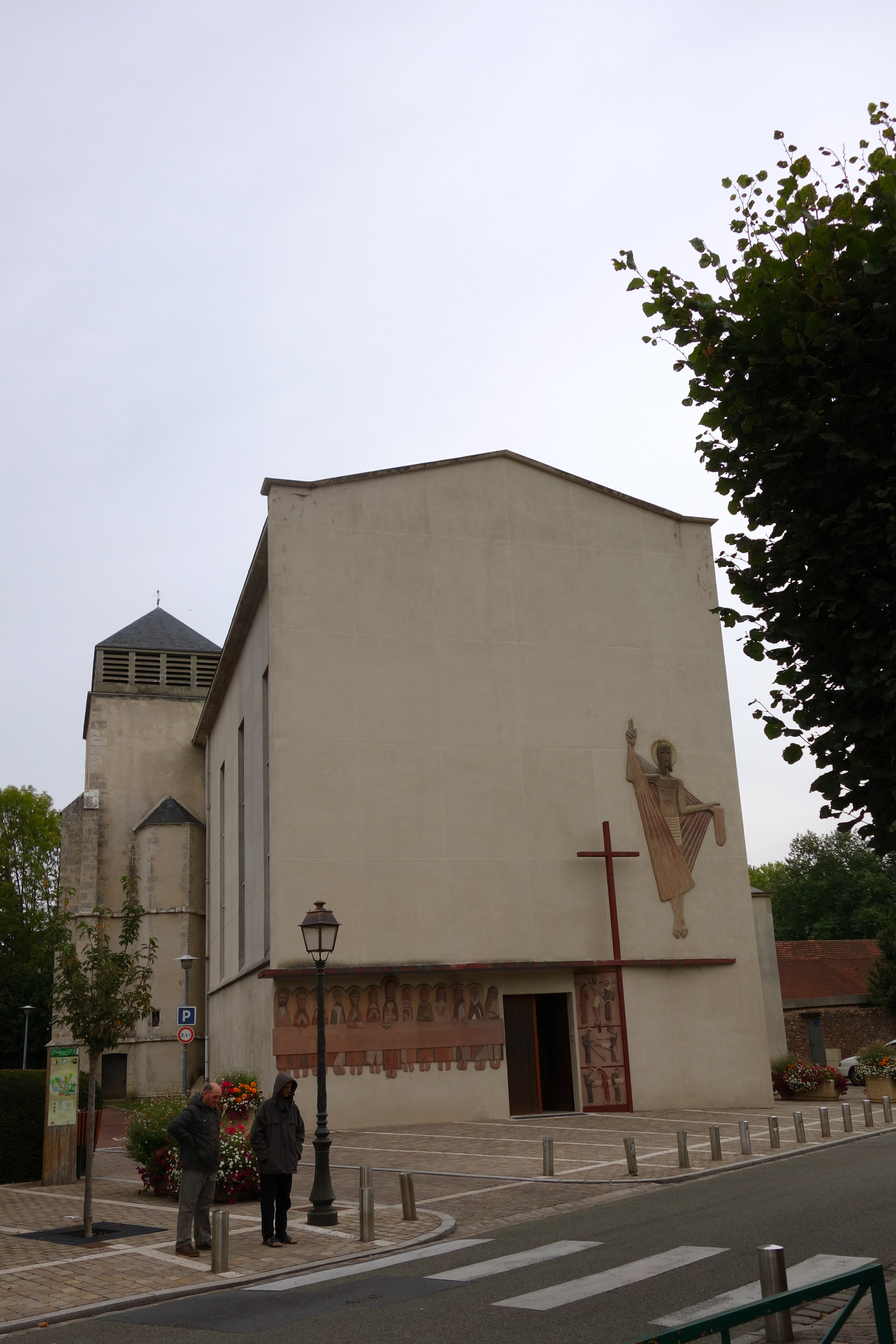
L'église Saint-Lazare.

### Lieux et monuments

#### Ancienne abbaye Notre-Dame de Josaphat
Elle fut fondée en 1117 par le chanoine Geoffroy de Lèves, évêque de Chartres.

#### Église Saint-Lazare
Inscrit MH (2002).
L'église, construite de 1952 à 1957, fut édifiée avec et sur les ruines de l'église du XVIe siècle détruite lors des combats de la Libération de Lèves le 16 août 1944.
Sa façade occidentale présente des sculptures de Jean Lambert-Rucki, notamment la Cène et la Passion du Christ.
Un mur entier est composé de dalles de verre de Gabriel Loire, dont l'atelier est situé dans cette commune.

#### Monument à la mémoire des Résistants fusillés au bois de Chavannes

« À la mémoire des Résistants fusillés en ce lieu 1942-1944 »
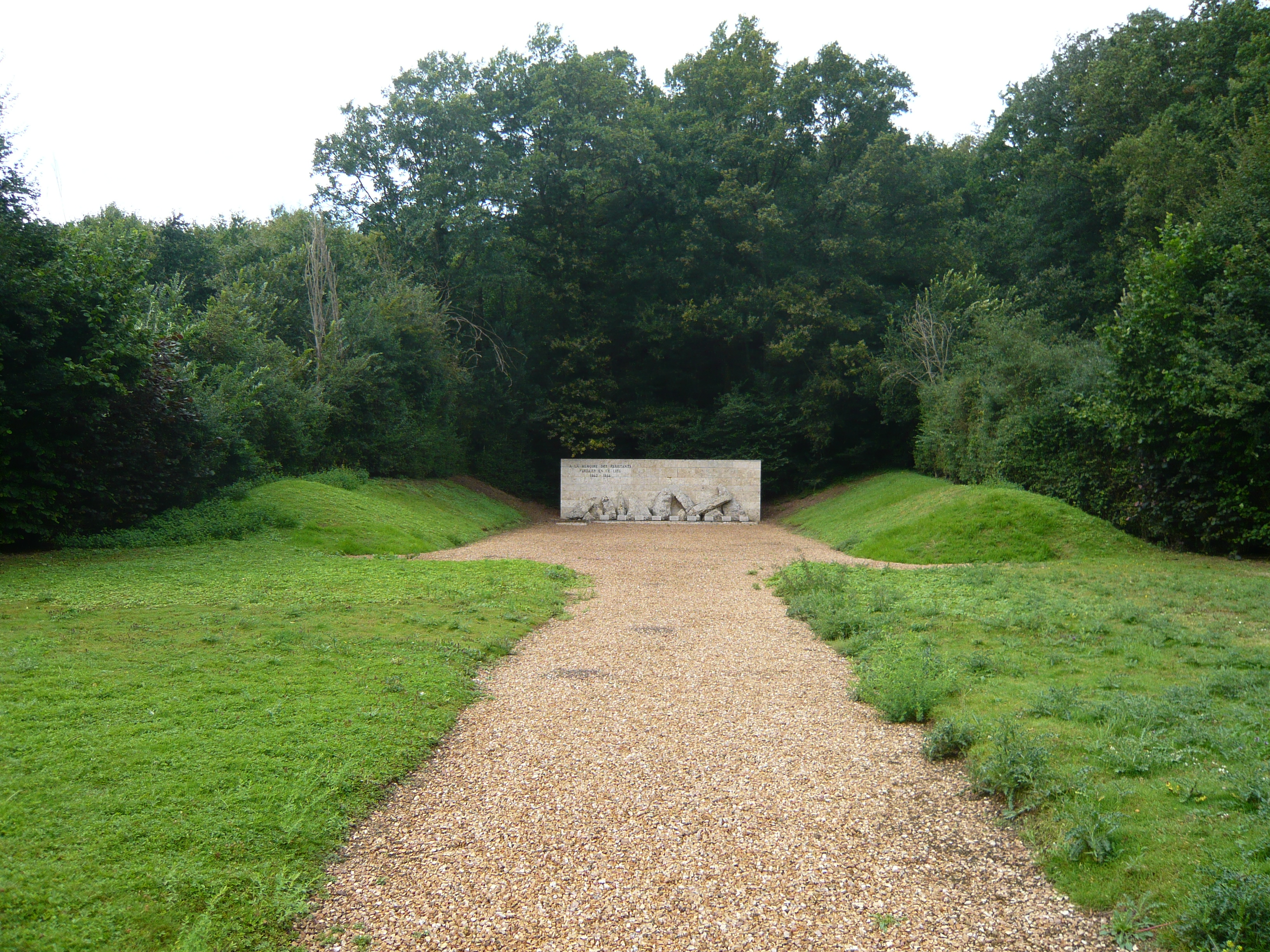
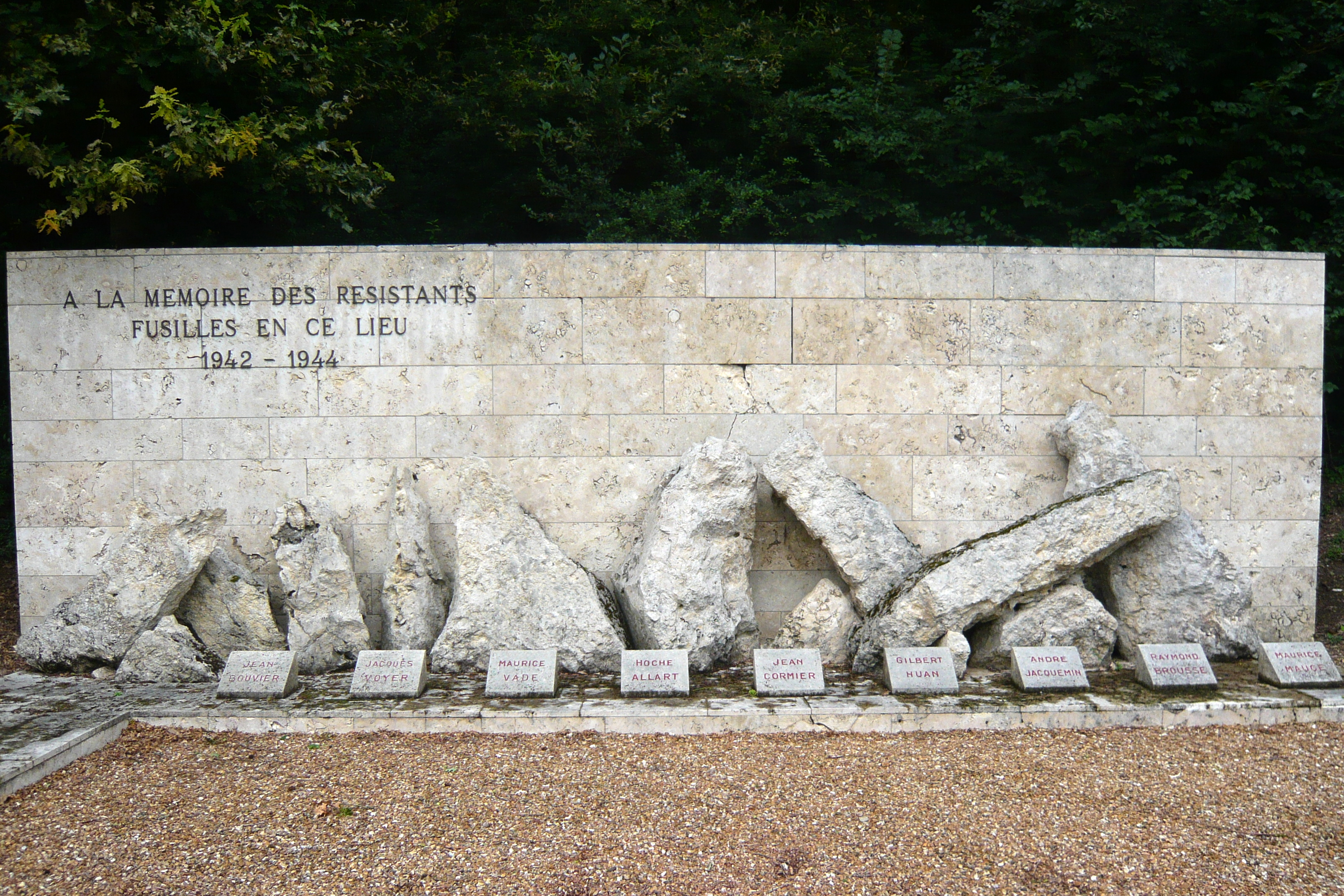
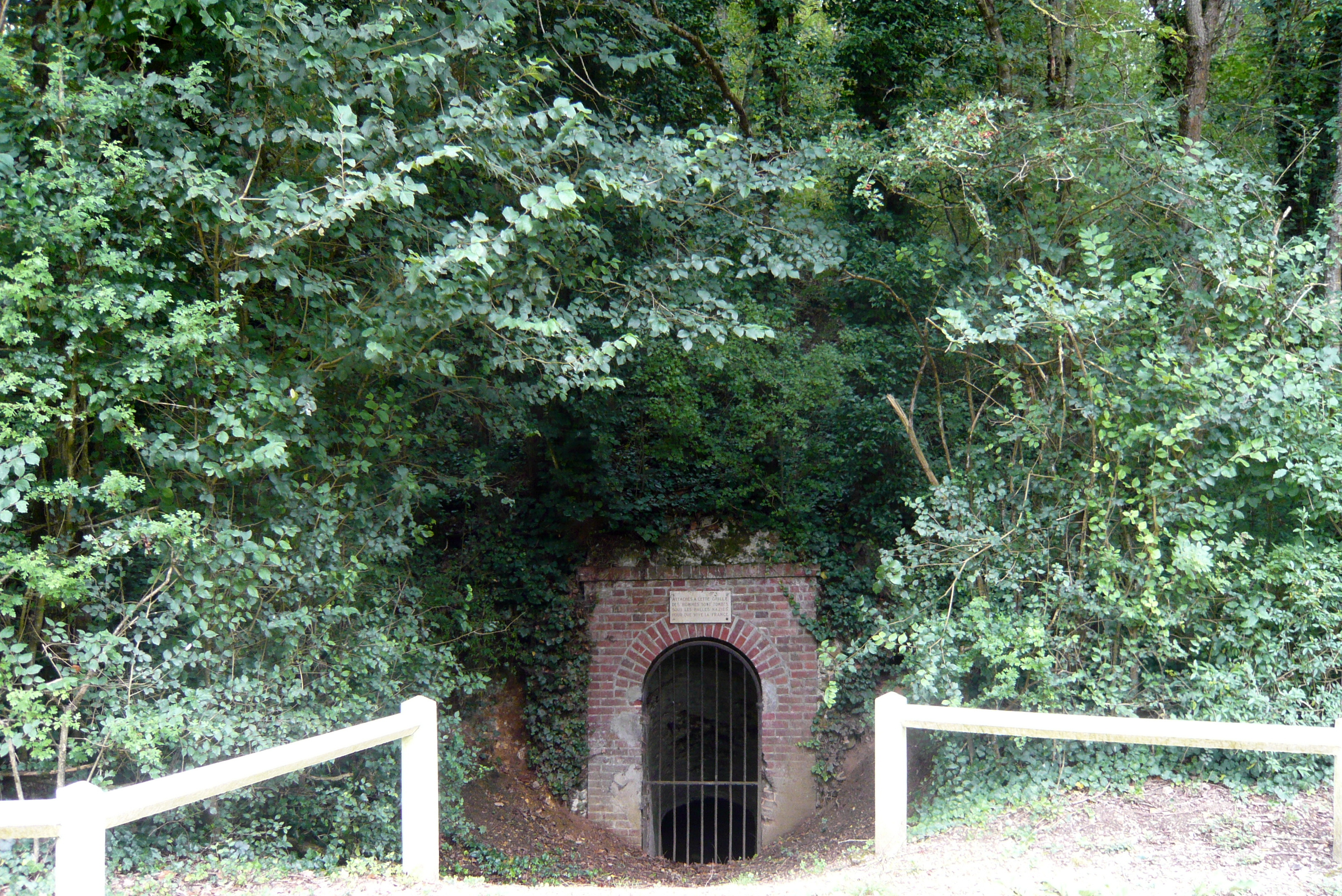
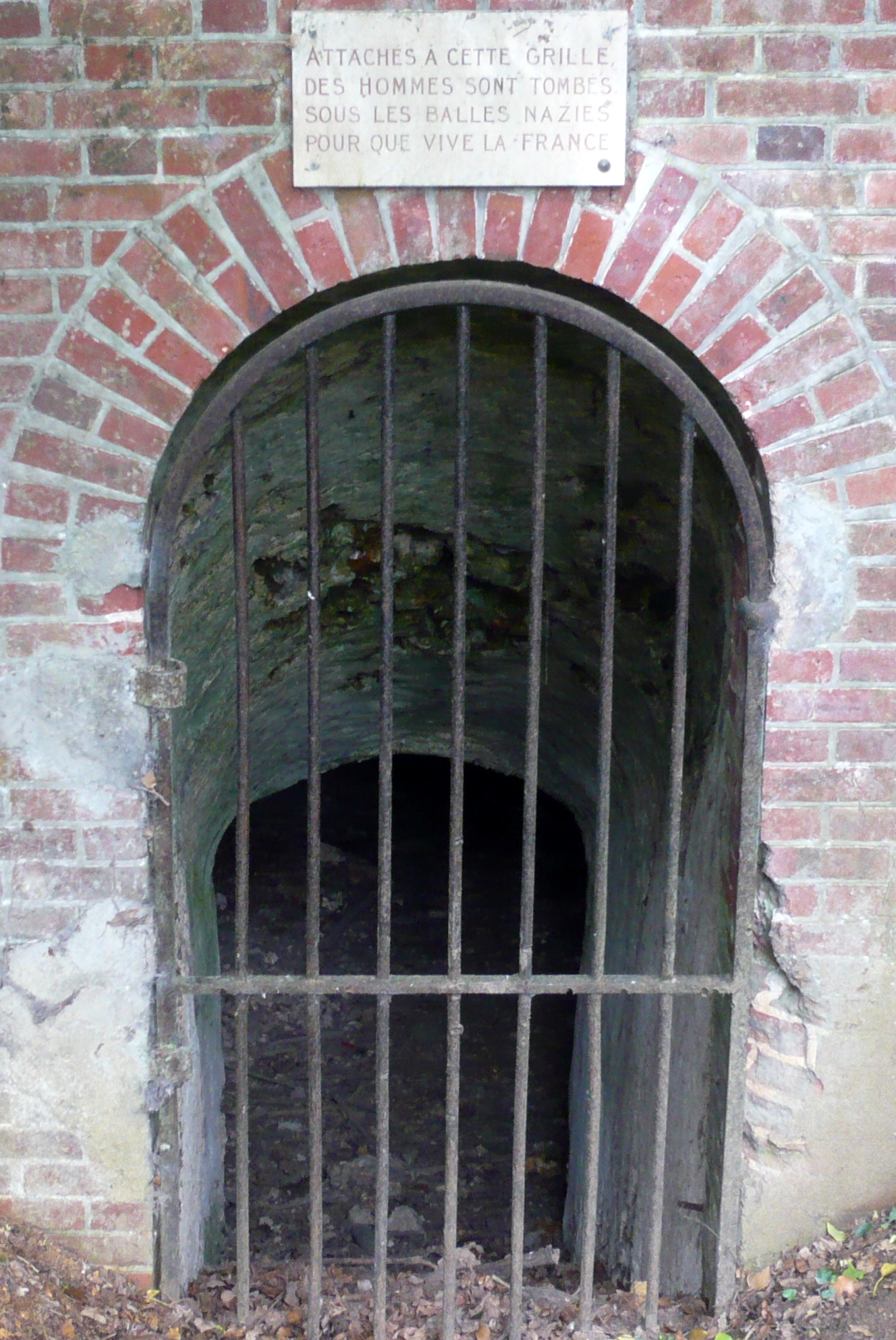

#### Manoir néoclassique de Lèves

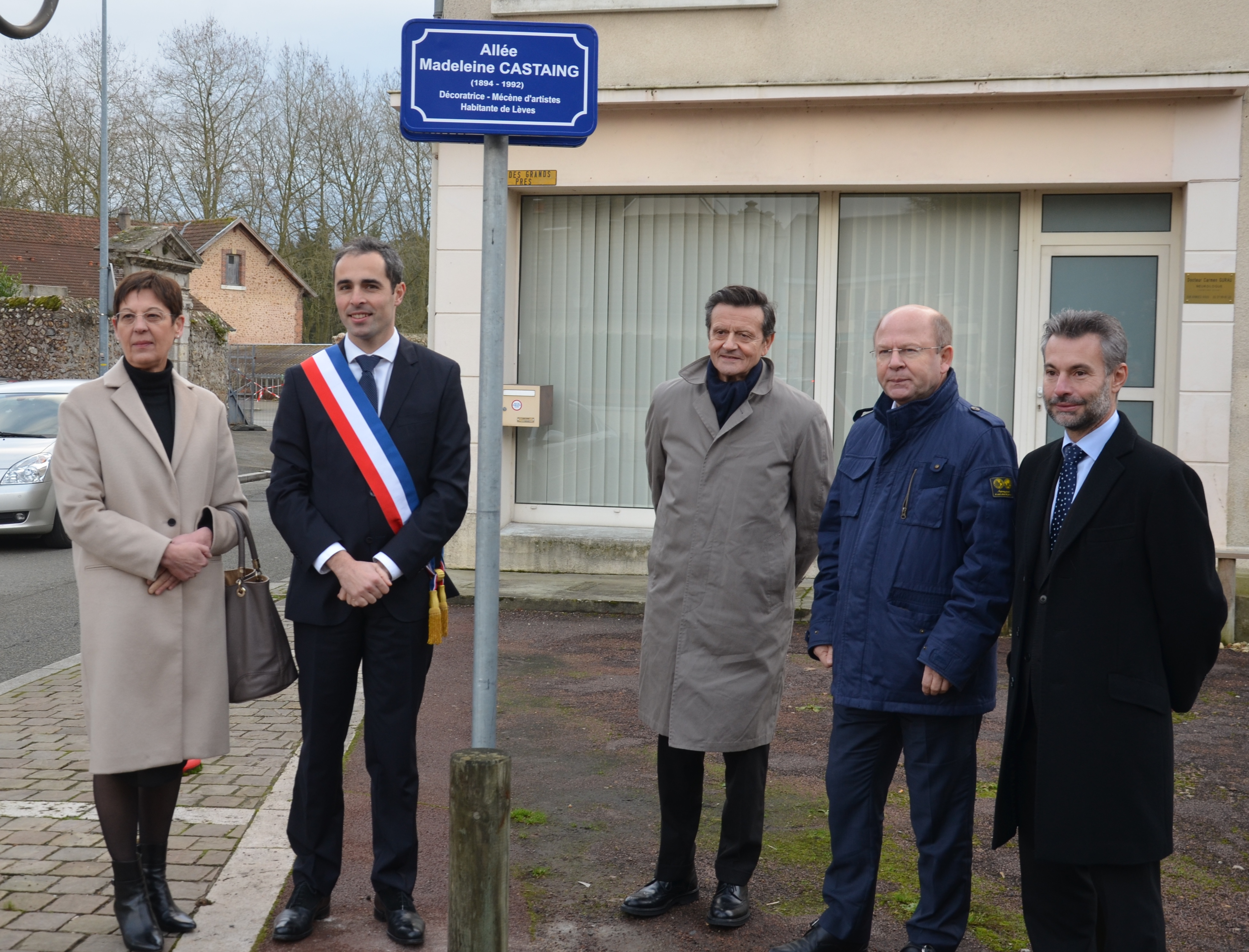
Inauguration de l'allée Madeleine Castaing.

- Le manoir néoclassique de Lèves fut la propriété de l'antiquaire et décoratrice Madeleine Castaing (1894-1992). La voie menant au manoir est désormais dénommée allée Madeleine-Castaing. L'inauguration[34] a eu lieu en présence de Frédéric Castaing, petit-fils de Madeleine Castaing et fils de Michel Castaing, Rémi Martial, maire de Lèves, Jean-Pierre Gorges, maire de Chartres, Chantal Deseyne, sénateur d'Eure-et-Loir et de Jean-Paul Vicat, sous-préfet de l'arrondissement et secrétaire général de la préfecture d'Eure-et-Loir.

### Personnalités liées à la commune
- Les seigneurs de Lèves et de Gallardon[22] ;
- Berthe de Bourgogne, née vers 964 et morte le 16 janvier 1010, est la fille de Conrad III de Bourgogne dit le Pacifique et de Mathilde, fille du roi Louis IV d'Outremer. Elle est la deuxième épouse de Robert II le Pieux, deuxième roi de la dynastie capétienne ;
- Jean de Salisbury (Salisbury, vers 1115 - 1180), secrétaire et ami de Thomas Becket, alors chancelier d’Angleterre, il succède à Guillaume aux Blanches Mains sur le siège épiscopal de Chartres et fut inhumé à l'abbaye Notre-Dame de Josaphat située à Lèves, son tombeau (sarcophage) est  Classé MH (1914)[35] ;
- Bernard Jumentier (1749-1829), compositeur et maître de chapelle, y est né, une salle de l'Espace Soutine de Lèves porte son nom ;
- Étienne V Jean François, marquis d'Aligre (1770-1847), fondateur de l'asile de Lèves (fondation d'Aligre), à l'emplacement de l'abbaye[36] ;
- François-André Isambert (1792-1857), jurisconsulte, avocat, magistrat, député d'Eure-et-Loir, fondateur de la Société française pour l'abolition de l'esclavage. Il a passé son enfance à Lèves où son père exploitait le moulin de Longsault à partir de 1795 ;
- Chaïm Soutine  (1893-1943), artiste, peintre de l'École de Paris ;
- Madeleine Castaing (1894-1992), décoratrice, mécènes de nombreux artistes dont Chaïm Soutine, mère de Michel Castaing ;
- Welborn Griffith (1901-1944), officier américain qui a servi pendant la Seconde Guerre mondiale dans l'armée des États-Unis XXe Corps, diplômé de l'Académie militaire de West Point, connu pour avoir contribué à sauver la cathédrale de Chartres, l'un des monuments les plus importants de la civilisation médiévale. Griffith et son chauffeur ont fouillé la cathédrale, escaladé son clocher et ne trouvant pas d'Allemands, il a réussi à annuler l'ordre de bombarder le monument[réf. nécessaire]. Plus tard, ce même jour 16 août 1944, il a été tué à Lèves ;
- Gabriel Loire (1904-1996), artiste, peintre et maître-verrier ;
- Jacques Damiot (1914-1983), antiquaire, décorateur et collectionneur ;
- Michel Castaing (1918-2004), historien, expert en paléographie et libraire, fils de Madeleine Castaing, qui fut maire de la ville de Lèves de 1965 à 1995 ;
- Frédéric Castaing, né en 1944, libraire et romancier français, petit-fils de Madeleine Castaing et fils de Michel Castaing.

### Héraldique
| Blason de Lèves | Blason  | De gueules au lion à la queue léopardée d'argent; au chef cousu d'azur chargé d'un soleil non figuré adextré d'une étoile et senestré d'une rose, le tout d'or. |
| Blason de Lèves | Détails | Blason choisi par les habitants. Validé par le conseil municipal lors de la séance du 21 septembre 2017.                                                        |